# 富山县立鱼津高等学校
富山县立鱼津高等学校（日語：とやまけんりつ うおづこうとうがっこう）是一所位于日本富山县鱼津市吉岛的公立高中，创办于1899年4月1日，现为男女同校。学校的校训是“光明合作，坚定学习”(明るい協力、撓まぬ勉強)

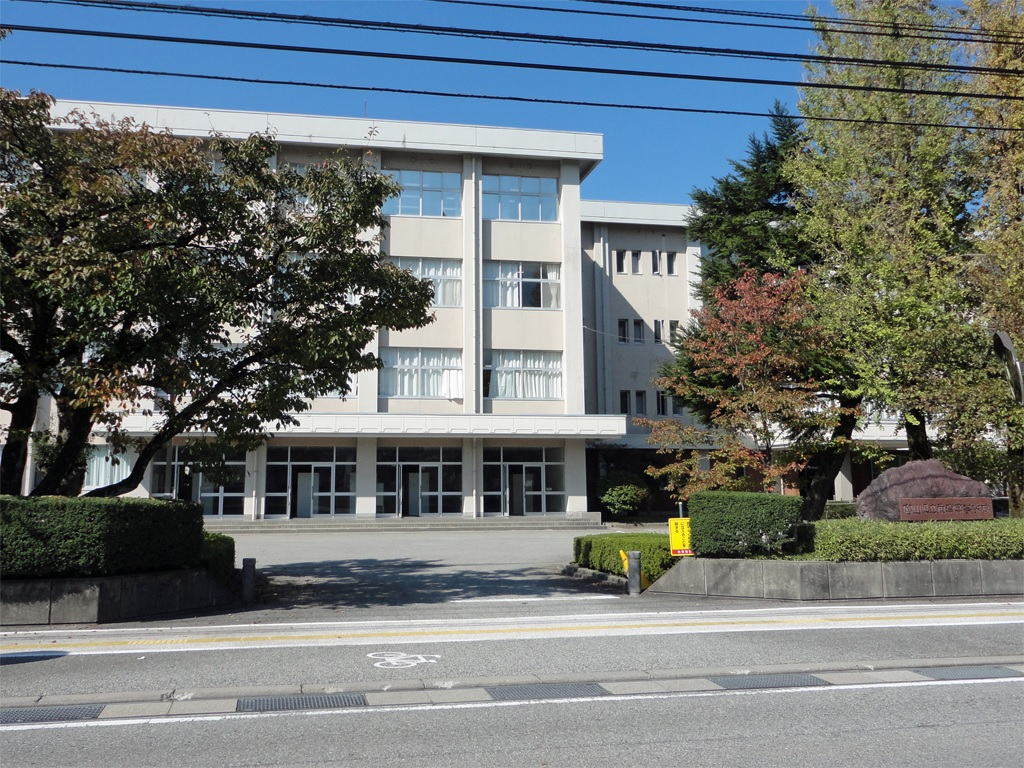
学校近景

## 历史概况
本学校由鱼津中学校，町立富山县鱼津实业学校，鱼津高等女子学校（东部女子学校）和鱼津高等学校合并而来，其中，鱼津中学校创办时间最早。

## 知名校友
- 朝仓丰次，旧日本帝国海军少将，战列舰“武藏”的第三代舰长。
- 宇田新太郎，工程师，八木天线的发明者之一。
- 高野悦子，岩波音乐厅总经理、电影制片人、广播编剧、电视导演。
- 城崎勉，日本赤军成员。
- 上田英俊，日本众议院议员（2021年新当选）。